# Мариела Аренс
Мариела Аренс или Мариела фон Фабер-Кастел (Mariella Ahrens; Mariella von Faber-Castell; * 2 април 1969 в Ленинград, СССР) e немска артистка и графиня (след женитбата си през декември 2006).
Мариела Аренс има български произход – родена е в Ленинград в семейството на немски компютърен специалист и българска лекарка по очни болести. Завършва частното училище за артисти (Schauspielschule „Der Kreis“, Fritz-Kirchhoff-Schule) в Берлин.
Първо има роли в Kleines Theater Berlin-Mitte в Haus der Jungen Talente (Къща на младите таланти) в Берлин. Участва в телевизионни постановки на ZDF и RTL.
На 12 декември 2006 г. се омъжва за Патрик граф фон Фабер-Кастел (* 4 юни 1965) в Ню Йорк, който осиновява дъщеря ѝ от предишен брак. На 24 март 2007 г. тя ражда дъщеря Луция Каролина Мария.